# هوندا تاداتومو
هوندا تاداتومو ((به ژاپنی: 本多 忠朝 Honda Tadatomo); ۱ ژانویهٔ ۱۵۸۲ – ۳ ژوئن ۱۶۱۵) سامورایی و ملازم خاندان توکوگاوا در دوره ادو اهل ژاپن بود. تاداتومو پسر کوچکتر هوندا تاداکاتسو، یکی از چهار نگهبان توکوگاوا (توکوگاوا شیتننو) بود.

## زندگی
تاداتومو یک دامنه ۱۰۰٬۰۰۰-ککو هان (ژاپن) در قلمرو اوتاکی در ولایت کازوسا در سال ۱۶۰۰ دریافت کرد. در سال ۱۶۰۹، تاداتومو دون رودریگو را پناه داد که فرماندار کل فیلیپین در فیلیپین بود.